# 伊夫氏擬鱥
伊夫氏擬鱥（學名：Pseudophoxinus evliyae），為輻鰭魚綱鯉形目雅羅魚科的其中一個種，分布亞洲土耳其安納托利亞西部淡水流域，被IUCN列為瀕危保育類動物，本魚體呈橢圓形，吻部圓鈍，口端位，腹鰭起點稍位於背鰭起點前方，腹鰭短，不到達肛門，側線不完整，從胸鰭尖端的垂直線延伸到臀鰭起點，從眼睛到尾鰭基部有明顯的黑色條紋，體長可達8.8公分，棲息在溪流底中層水域，生活習性不明，因農業發展大量汲取河水，導致棲地破壞。

## 扩展阅读
維基物種上的相關：伊夫氏擬鱥